# 달리는 웨딩드레스
《달리는 웨딩드레스》는 1985년 3월 24일에 MBC TV에서 방영되었던 베스트셀러극장이다.

## 출연
- 김홍석
- 김혜영
- 정한헌
- 이순규
- 남능미
- 국정환
- 홍성민
- 한영숙
- 남영진
- 한규희
- 강미
- 사상기
- 이현미
- 맹상훈
- 정성모
- 허기호
- 이원재
- 김성찬
- 구보석
- 양택조
- 홍민우
- 장운향
- 천은경
- 최재호